# Szikra-díj
A Szikra-díj Magyarország első keresztény könnyűzenei díja. A legnívósabb, keresztény szellemiségű alkotók és előadók elismerését célzó kezdeményezés az amerikai GMA Dove Awards mintájára, és szakmai partnerségével jött létre. A 2016-ban alapított díj célja a minőségi keresztény zenei kultúra képviselőinek elismerése, a zenészek szakmai fejlődésének elősegítése, új és pozitív üzenettel bíró alkotások inspirálása.
A Szikra-díj egy kézfejet ábrázol, mely egy szikrát szimbolizáló csillagot tart. A díjat minden győztes egy példányban kapja meg. Hat kategóriában a felkért zsűritagok ítélik oda a díjat, míg a közönségdíjat a weboldalon leadott szavazatok alapján kapja meg a nyertes.

## 2016
- Életműdíj: Sillye Jenő
- Legjobb előadó: Oláh Gergő
- Legjobb együttes: Keresztkérdés
- Legjobb dal: Helyesbeat - Örökkévaló
- Legjobb dicsőítő dal: Havas Lajos - A szereteted nagy
- Legjobb album: Új Forrás Etno-Gospel - Csillagösvényeken
- Közönségdíj: Új Forrás Etno-Gospel 1543 szavazattal
- Különdíj: Magidom

## 2018
- Életműdíj: Pajor Tamás
- Legjobb dalszöveg: Cserpes Abigél Sára - Gyógyító léptek
- Legjobb dicsőítő dal: Unless, Dobner Illés, Czibulya Ádám - Nem változol
- Legjobb dal: Durkó Heléna, Ferencz Péter - Csend
- Legjobb előadás: Pünkösdi Zenei Misszió - Te vagy az élet
- Legjobb videóklip: Petrőcz Rafael Mikes (Tibes) - Alvajárók ébredése

## 2019
- Életműdíj: Győri János Sámuel
- Legjobb dalszöveg: Kübler Dániel – Nem véletlen
- Legjobb dicsőítő dal: Fóris Rita – Hozzád jövök
- Legjobb dal: The Sign – Tékozló
- Legjobb előadás: Magidom és Királydráma
- Legjobb videóklip: Pátkai Benjamin és Petrőcz Raffael